# José Maria Ortiz de Mendibíl
José Maria Ortiz de Mendibíl (født 11. august 1928, død 15. september 2015) var en spansk fodbolddommer fra Bilbao. Han er mest kendt for at have dømt omkampen i finalen ved EM i 1968 mellem Italien og Jugoslavien.

## Karriere

### Europæiske Finaler
Han har dømt en række store europæiske finaler:
- Finalen i Pokalvindernes Europa Cup 1968: AC Milan – Hamburger SV 2-0.
- Finalen i Mesterholdenes Europa Cup 1969: AC Milan – Ajax Amsterdam 4-1.
- Finalen i Pokalvindernes Europa Cup 1972: Glasgow Rangers – Dynamo Moskva 3-2.

### EM 1964
- Frankrig  –  Bulgarien 3-1 (ottendedelsfinale).

### EM 1968
- Jugoslavien  –  England 1-0 (semifinale).
- Italien  –  Jugoslavien 2-0 (finale – 2. kamp).

### VM 1970
- Vesttyskland  –  Bulgarien 5-2 (gruppespil).
- Brasilien  –  Uruguay 3-1 (semifinale).